# La rivolta delle ex
(Tagline del film)
La rivolta delle ex (Ghosts of Girlfriends Past) è un film del 2009 diretto da Mark Waters, ed interpretato da Matthew McConaughey e Jennifer Garner. Il film è una libera rilettura, in chiave moderna, del Canto di Natale di Charles Dickens.

## Trama
Connor Mead è un fotografo di successo e un accanito donnaiolo. Si reca nella tenuta del defunto zio Wayne per il matrimonio di Paul, suo fratello minore, la sera prima della cerimonia e lì incontra Jenny Perotti, una sua vecchia fiamma.
Dopo cena, in bagno, gli appare lo spirito dello zio che gli annuncia l'imminente visita di tre fantasmi: la ragazza passata, presente e futura, le quali gli insegneranno a capire come l'amore "da una notte e via" non renda felici.
Il primo spirito è la ragazza con cui Connor ebbe la sua prima relazione sessuale, Allison. Lei gli fa rivivere la sua infanzia, l'infatuazione per Jenny, sua amica d'infanzia, la delusione che lei gli inflisse al ballo della scuola baciando un altro ragazzo. Connor, prendendo in considerazione le lezioni dello zio Wayne per non rimanere deluso ancora, ebbe un nuovo incontro con Jenny in cui la ignorò e poi l'ultimo loro incontro, una frequentazione di qualche tempo, al termine della quale i due passarono la notte insieme. Al mattino, però, Jenny trovò il letto vuoto e ne fu molto delusa.
Il secondo spirito è la sua segretaria, Melanie, l'unica donna con cui non ci abbia mai provato, credendola lesbica, che gli mostra quante ragazze lui abbia avuto e gli fa vedere come le ultime tre che ha scaricato insieme stiano brindando contro di lui.
Dopo di questo, Connor distrugge per sbaglio la torta nuziale e mette in giro la voce che suo fratello è stato a letto tempo prima con una delle damigelle. Sandra, la futura sposa, a seguito di ciò si infuria e annulla le nozze.
Arriva infine il terzo spirito, una donna bionda e muta, che mostra a Connor il suo futuro: al suo funerale presenzierà solo Paul, rimasto celibe, e Jenny sposerà Brad, un uomo conosciuto proprio al matrimonio di Paul.
Disperato, Connor cerca di riparare ai guai che ha combinato, convincendo Sandra a tornare indietro e di non rinunciare all'amore, di perdonare e di sposare Paul. Riuscirà, quindi, a far sposare il fratello e cerca di convincere Jenny del suo cambiamento; per farle capire che, stavolta, non la lascerà sola in un letto, le mostra la foto che le aveva scattato da bambino e che aveva promesso di conservare per sempre. Così si baciano e ballano insieme sotto lo sguardo compiaciuto dello zio Wayne.

## Produzione
Molte delle riprese esterne del film sono state effettuate in Needham, Massachusetts, dal 19 febbraio 2008 fino al mese di maggio dello stesso anno.
Il film era già previsto nel 2003, prodotto dalla Walt Disney Pictures con protagonista Ben Affleck, marito di Jennifer Garner, ma a causa del flop del film Amore estremo - Tough Love venne cancellato un mese prima delle riprese per evitare un ulteriore fallimento.

## Accoglienza

### Incassi
Negli Stati Uniti, il film ha raccolto 15,3 milioni di dollari solo nel primo weekend, risultando così il 2º film più visto della settimana. L'incasso totale è stato di 52,8 milioni di dollari. In Italia, invece, nel primo weekend ha raccolto appena 326.310 euro, piazzandosi comunque in seconda posizione al botteghino settimanale.

## Distribuzione
Il film è uscito nelle sale italiane dal 3 luglio 2009.

## Curiosità
In alcune scene del film, ad interpretare il personaggio di Jennifer Garner (Jenny Perotti) da adolescente è Christa B. Allen: l'attrice aveva già incarnato la versione tredicenne di un personaggio di Jennifer (Jenna Rink) nel film 30 anni in 1 secondo, che fu tra l'altro il suo primo ruolo sul grande schermo.